# FAM84A
FAM84A (англ. Family with sequence similarity 84 member A) – білок, який кодується однойменним геном, розташованим у людей на 2-й хромосомі. Довжина поліпептидного ланцюга білка становить 292 амінокислот, а молекулярна маса — 32 491.
| 10         |  | 20         |  | 30         |  | 40         |  | 50         |
| ---------- |  | ---------- |  | ---------- |  | ---------- |  | ---------- |
| MGNQLDRITH |  | LNYSELPTGD |  | PSGIEKDELR |  | VGVAYFFSDD |  | EEDLDERGQP |
| DKFGVKAPPG |  | CTPCPESPSR |  | HHHHLLHQLV |  | LNETQFSAFR |  | GQECIFSKVS |
| GGPQGADLSV |  | YAVTALPALC |  | EPGDLLELLW |  | LQPAPEPPAP |  | APHWAVYVGG |
| GQIIHLHQGE |  | IRQDSLYEAG |  | AANVGRVVNS |  | WYRYRPLVAE |  | LVVQNACGHL |
| GLKSEEICWT |  | NSESFAAWCR |  | FGKREFKAGG |  | EVPAGTQPPQ |  | QQYYLKVHLG |
| ENKVHTARFH |  | SLEDLIREKR |  | RIDASGRLRV |  | LQELADLVDD |  | KE         |

A: Аланін

C: Цистеїн

D: Аспарагінова кислота

E: Глутамінова кислота

F: Фенілаланін

G: Гліцин

H: Гістидин

I: Ізолейцин

K: Лізин

L: Лейцин

M: Метіонін

N: Аспарагін

P: Пролін

Q: Глутамін

R: Аргінін

S: Серин

T: Треонін

V: Валін

W: Триптофан

Задіяний у такому біологічному процесі, як альтернативний сплайсинг. 